# Fort Thompson
Fort Thompson – jednostka osadnicza w Stanach Zjednoczonych, w stanie Dakota Południowa, w hrabstwie Buffalo.